# Élections législatives de 1898 dans l'Aube
Les élections législatives de 1898 ont eu lieu les 8 et 22 mai 1898.

## Résultats à l'échelle du département
| Partis         | Partis                     | Premier tour | Premier tour | Deuxième tour | Deuxième tour | Sièges |
| Partis         | Partis                     | Voix         | %            | Voix          | %             | Sièges |
| -------------- | -------------------------- | ------------ | ------------ | ------------- | ------------- | ------ |
|                | Républicains progressistes | 31 387       | 50,88        | 21 728        | 50,98         | 3      |
|                | Radicaux socialistes       | 15 486       | 25,10        | 11 940        | 28,01         | 3      |
|                | Parti ouvrier français     | 9 736        | 15,78        | 4 604         | 10,80         | 0      |
|                | Ralliés                    | 3 825        | 6,20         | 4 352         | 10,21         | 0      |
|                | Radicaux                   | 1 259        | 2,04         |               |               | 0      |
|                |                            |              |              |               |               |        |
| Inscrits       | Inscrits                   | 76 724       | 100,00       | 50 619        | 100,00        | 6      |
| Votants        | Votants                    | 63 000       | 82,11        | 43 202        | 85,35         |        |
| Abstentions    | Abstentions                | 13 724       | 17,89        | 7 417         | 14,65         |        |
| Blancs et nuls | Blancs et nuls             | 1 307        | 2,07         | 574           | 1,33          |        |
| Exprimés       | Exprimés                   | 61 693       | 97,93        | 42 624        | 98,66         |        |

## Résultats par arrondissement

### Arrondissement d'Arcis-sur-Aube
| Candidat       | Candidat              | Parti                    | Premier tour | Premier tour | Deuxième tour | Deuxième tour |
| Candidat       | Candidat              | Parti                    | Voix         | %            | Voix          | %             |
| -------------- | --------------------- | ------------------------ | ------------ | ------------ | ------------- | ------------- |
|                | Armand                | Rallié                   | 3 825        | 44,65        | 4 352         | 49,94         |
|                | Henri Castillard      | Républicain progressiste | 3 290        | 38,41        | 4 363         | 50,06         |
|                | Alfred Lesson         | Radical                  | 1 259        | 14,70        |               |               |
|                | Jules Bonhenry-Gornet | POF                      | 192          | 2,24         |               |               |
|                |                       |                          |              |              |               |               |
| Inscrits       | Inscrits              | Inscrits                 | 9 753        | 100,00       | 9 753         | 100,00        |
| Votants        | Votants               | Votants                  | 8 638        | 88,57        | 8 808         | 90,31         |
| Abstention     | Abstention            | Abstention               | 1 115        | 11,43        | 945           | 9,69          |
| Blancs et nuls | Blancs et nuls        | Blancs et nuls           | 72           | 0,83         | 93            | 1,06          |
| Exprimés       | Exprimés              | Exprimés                 | 8 566        | 99,17        | 8 715         | 98,94         |

### Arrondissement de Bar-sur-Aube
| Candidat       | Candidat                     | Parti                    | Premier tour | Premier tour |
| Candidat       | Candidat                     | Parti                    | Voix         | %            |
| -------------- | ---------------------------- | ------------------------ | ------------ | ------------ |
|                | Paul Edmond Thierry-Delanoue | Républicain progressiste | 6 183        | 70,87        |
|                | Edmond Thomas                | POF                      | 2 542        | 29,13        |
|                |                              |                          |              |              |
| Inscrits       | Inscrits                     | Inscrits                 | 10 980       | 100,00       |
| Votants        | Votants                      | Votants                  | 9 181        | 83,62        |
| Abstention     | Abstention                   | Abstention               | 1 799        | 16,38        |
| Blancs et nuls | Blancs et nuls               | Blancs et nuls           | 456          | 4,97         |
| Exprimés       | Exprimés                     | Exprimés                 | 8 725        | 95,03        |

### Arrondissement de Bar-sur-Seine
| Candidat       | Candidat       | Parti                    | Premier tour | Premier tour | Deuxième tour | Deuxième tour |
| Candidat       | Candidat       | Parti                    | Voix         | %            | Voix          | %             |
| -------------- | -------------- | ------------------------ | ------------ | ------------ | ------------- | ------------- |
|                | Albert Guyard  | Républicain progressiste | 4 987        | 46,58        | 6 367         | 58,03         |
|                | Louis Baudoin  | POF                      | 2 668        | 24,92        | 4 604         | 41,97         |
|                | Michou         | Républicain progressiste | 1 731        | 16,17        |               |               |
|                | Sainton        | Républicain progressiste | 1 321        | 12,34        |               |               |
|                |                |                          |              |              |               |               |
| Inscrits       | Inscrits       | Inscrits                 | 13 523       | 100,00       | 13 523        | 100,00        |
| Votants        | Votants        | Votants                  | 10 901       | 80,61        | 11 306        | 83,61         |
| Abstention     | Abstention     | Abstention               | 2 622        | 19,39        | 2 217         | 16,39         |
| Blancs et nuls | Blancs et nuls | Blancs et nuls           | 194          | 1,78         | 335           | 2,96          |
| Exprimés       | Exprimés       | Exprimés                 | 10 707       | 98,22        | 10 971        | 97,04         |

### Arrondissement de Nogent-sur-Seine
| Candidat       | Candidat           | Parti                    | Premier tour | Premier tour | Deuxième tour | Deuxième tour |
| Candidat       | Candidat           | Parti                    | Voix         | %            | Voix          | %             |
| -------------- | ------------------ | ------------------------ | ------------ | ------------ | ------------- | ------------- |
|                | Gillot             | Républicain progressiste | 4 161        | 44,50        | 4 685         | 47,63         |
|                | François Bachimont | Radical socialiste       | 3 897        | 41,68        | 5 151         | 52,37         |
|                | Henri Millet       | POF                      | 1 292        | 13,82        |               |               |
|                |                    |                          |              |              |               |               |
| Inscrits       | Inscrits           | Inscrits                 | 11 548       | 100,00       | 11 548        | 100,00        |
| Votants        | Votants            | Votants                  | 9 543        | 82,64        | 9 924         | 85,94         |
| Abstention     | Abstention         | Abstention               | 2 005        | 17,36        | 1 624         | 14,06         |
| Blancs et nuls | Blancs et nuls     | Blancs et nuls           | 193          | 2,02         | 88            | 0,89          |
| Exprimés       | Exprimés           | Exprimés                 | 9 350        | 97,98        | 9 836         | 99,11         |

### Arrondissement de Troyes

#### 1recirconscription
| Candidat       | Candidat                | Parti                    | Premier tour | Premier tour | Deuxième tour | Deuxième tour |
| Candidat       | Candidat                | Parti                    | Voix         | %            | Voix          | %             |
| -------------- | ----------------------- | ------------------------ | ------------ | ------------ | ------------- | ------------- |
|                | De Launay               | Républicain progressiste | 5 825        | 46,34        | 6 313         | 48,18         |
|                | Jean-Baptiste Charonnat | Radical socialiste       | 5 084        | 40,45        | 6 789         | 51,82         |
|                | Lozach                  | POF                      | 1 661        | 13,21        |               |               |
|                |                         |                          |              |              |               |               |
| Inscrits       | Inscrits                | Inscrits                 | 15 795       | 100,00       | 15 795        | 100,00        |
| Votants        | Votants                 | Votants                  | 12 752       | 80,73        | 13 164        | 83,34         |
| Abstention     | Abstention              | Abstention               | 3 042        | 19,26        | 2 631         | 16,66         |
| Blancs et nuls | Blancs et nuls          | Blancs et nuls           | 182          | 1,43         | 62            | 0,47          |
| Exprimés       | Exprimés                | Exprimés                 | 12 570       | 98,57        | 13 102        | 99,53         |

#### 2ecirconscription
| Candidat       | Candidat        | Parti                    | Premier tour | Premier tour |
| Candidat       | Candidat        | Parti                    | Voix         | %            |
| -------------- | --------------- | ------------------------ | ------------ | ------------ |
|                | Charles Dutreix | Radical socialiste       | 6 505        | 55,24        |
|                | Jacquinot       | Républicain progressiste | 3 889        | 33,03        |
|                | Hébert Corgeron | POF                      | 1 381        | 11,73        |
|                |                 |                          |              |              |
| Inscrits       | Inscrits        | Inscrits                 | 15 125       | 100,00       |
| Votants        | Votants         | Votants                  | 11 985       | 79,24        |
| Abstention     | Abstention      | Abstention               | 3 140        | 20,76        |
| Blancs et nuls | Blancs et nuls  | Blancs et nuls           | 210          | 1,75         |
| Exprimés       | Exprimés        | Exprimés                 | 11 775       | 98,25        |